# Trận chiến giới tính (lý thuyết trò chơi)
Trong lý thuyết trò chơi, trận chiến giới tính (Battle of the sexes) là một trò chơi phối hợp giữa hai người chơi. Hãy tưởng tượng, một cặp đôi hẹn hò gặp nhau buổi tối, nhưng họ không nhớ mình hẹn gặp ở buổi diễn opera hay trận đá bóng (và điều này là kiến thức chung, cả hai đều cùng quên, và đều biết là đối phương cũng quên như mình). Người chồng hứng thú nhất là đi xem đá bóng. Người vợ hứng thú đi nghe opera. Nhưng cả hai đều muốn đến cùng một nơi hơn là mỗi người đến một chỗ. Nếu họ không thể trao đổi thông tin với nhau, họ sẽ nên đi đâu?
| Vợ / Chồng | Opera | Bóng đá |
| ---------- | ----- | ------- |
| Opera      | 3,2   | 0,0     |
| Bóng đá    | 0,0   | 2,3     |

Bảng thu hoạch có tên gọi "Trận chiến giới tính (1)" là một ví dụ về trò chơi Trận chiến giới tính, tại đó người vợ chọn theo hàng và người chồng chọn theo cột. Tại mỗi ô, con số đầu tiên đại diện cho thu hoạch của người vợ, và con số thứ hai đại diện cho thu hoạch của người chồng.
Cách biểu diễn này không tính đến những thiệt hại có thể xảy ra khi hai người đến hai địa điểm khác nhau, hoặc đến những địa điểm không phù hợp (ví dụ, người chồng đến buổi diễn opera, trong khi người vợ đi đến trận bóng đá, cả hai người đều không hài lòng.) Để giải quyết vấn đề này, nhiều lúc trò chơi được biểu diễn như trong hình ''Trận chiến giới tính (2)''.
| Vợ / Chồng | Opera | Bóng đá |
| ---------- | ----- | ------- |
| Opera      | 3,2   | 1,1     |
| Bóng đá    | 0,0   | 2,3     |

Một số tác giả nhắc đến trò chơi này với cái tên Bach or Stravinsky và chỉ đơn giản gọi người chơi là Người chơi thứ nhất và Người chơi thứ hai, thay vì đặt ra giới tính cho từng người.

## Phân tích thế cân bằng
Trò chơi này có hai thế cân bằng Nash với chiến lược thuần túy, một thế cân bằng là cả hai cùng đi nghe opera, hoặc thế cân bằng thứ hai là cả hai cùng đi xem bóng đá. Ở đây cũng có một thế cân bằng Nash với chiến lược hỗn hợp ở cả hai trò chơi, tại đó mỗi người chơi chọn đi đến địa điểm ưa thích của mình với xác suất cao hơn địa điểm kia. Tính theo thu hoạch trong trò chơi đầu tiên, mỗi người chơi sẽ đến địa điểm ưa thích của mình với xác suất là 3/5
Điều này đem lại một trường hợp thú vị trong lý thuyết trò chơi, bởi mỗi thế cân bằng Nash đều có lỗ hổng nào đó. Hai thế cân bằng Nash với chiến lược thuần túy thì rất bất công, một người chơi bao giờ cũng được lợi hơn so với người kia. Nếu tốn tại thế cân bằng Nash với chiến lược hỗn hợp thì thế cân bằng này lại không hiệu quả. Người chơi vẫn sẽ bị 'khớp' khi hợp tác với nhau, với xác suất là 13/25, khiến cho mỗi người chơi chỉ nhận được khoản thu hoạch dự tính là 6/5 (ít hơn khoản thu hoạch mà họ sẽ được nhận nếu họ chắc chắn sẽ đi đến địa điểm mình không ưa thích)
Có thể có một cách giải quyết khó khăn này, liên quan đến việc sử dụng cân bằng tương quan. Trong dạng đơn giảnn nhất, nếu người chơi có thể tiếp xúc với một thiết bị ngẫu nhiên nào đó, mà cả hai đều cùng quan sát được, khi đó họ có thể quyết định tương quan chiến lược trong trò chơi dựa vào kết quả ngẫu nhiên từ thiết bị đó. Ví dụ, nếu cặp đôi sẽ tung đồng xu trước khi quyết định chiến lược, họ có thể đồng ý đặt tương quan chiến lược dựa vào mặt đồng xu, ví dụ như sẽ chọn xem bóng đá nếu đồng xu ngửa, và nghe opera nếu đồng xu sấp. Chú ý là một khi đã rõ kết quả của việc tung đồng xu, cả người chồng và người vợ đều không có động lực để thay đổi lựa chọn mà mình đã đưa ra - điều này sẽ dẫn đến trường hợp bị 'khớp' khi hợp tác với nhau, và đem lại thu hoạch thấp hơn là cứ đơn giản bám theo chiến lược đã đồng ý từ đầu. Kết quả sẽ là hợp tác hoàn hảo trong mọi trường hợp, và trước khi tung đồng xu, thu hoạch dự tính của tất cả các người chơi là bằng nhau hoàn toàn.

### Tính toán chi tiết các phân tích trên
Ta sẽ tính toán bốn xác suất cho hành động của từng cá nhân (Người chơi Nam và Nữ), phụ thuộc vào dự tính về hành động của đối phương, và thu hoạch tương ứng trong từng hành động. Bốn xác suất này bao gồm:
- Người chơi Nam đi xem Bóng đá (hoặc đi nghe Opera), ký hiệu là MF (hoặc MO).
- Người chơi Nữ đi xem Bóng đá (hoặc đi nghe Opera), ký hiệu là  WF (hoặc WO).

Xác suất người chơi Nam đi xem bóng đá, MF, sẽ bằng với khoản thu hoạch trong trường hợp anh ta làm điều đó (không cần biết người chơi Nữ có đi xem Bóng đá hay không), chia cho khoản thu hoạch đó cộng với khoản thu hoạch nếu thay vào đó anh ta chọn đi nghe Opera:
{\displaystyle M_{F}={\frac {W_{O}+3W_{F}}{W_{O}+3W_{F}+2W_{O}+0W_{F}}}={\frac {W_{O}+3W_{F}}{3W_{O}+3W_{F}}}}
Chúng ta biết rằng người chơi Nữ chỉ có thể hoặc đi đến buổi Opera hoặc trận Bóng đá, do đó {\displaystyle W_{O}+W_{F}=1}, do đó:
{\displaystyle M_{F}={\tfrac {1}{3}}(W_{O}+3W_{F})}
Tương tự
{\displaystyle {\begin{aligned}M_{O}&={\tfrac {2}{3}}W_{O}\\W_{F}&={\tfrac {2}{3}}M_{F}\\W_{O}&={\tfrac {1}{3}}(3M_{O}+M_{F})\end{aligned}}}
Điều này tạo ra một loạt phương trình đồng thời. Chúng ta có thể giải các phương trình này, ví dụ có thể bắt đầu với  {\displaystyle M_{F}}, bằng cách thay thế vào phương trình ở trên, ta có:
{\displaystyle {\begin{aligned}M_{F}&={\tfrac {1}{3}}\left({\tfrac {1}{3}}(3M_{O}+M_{F})+3\left({\tfrac {2}{3}}M_{F}\right)\right)\\&={\tfrac {1}{3}}\left(M_{O}+{\tfrac {7}{3}}M_{F}\right)\\&={\tfrac {1}{3}}\left(1+{\tfrac {4}{3}}M_{F}\right)&&M_{O}+M_{F}=1\end{aligned}}}
Giải phương trình cuối cùng, nhận được {\displaystyle M_{F}} bằng:
{\displaystyle M_{F}={\tfrac {3}{5}}}
Biết {\displaystyle M_{F}+M_{O}=1}, ta rút ra:
{\displaystyle M_{O}=1-{\tfrac {3}{5}}={\tfrac {2}{5}}}
{\displaystyle W_{F}={\tfrac {2}{3}}M_{F}={\tfrac {2}{5}}}
{\displaystyle W_{O}=1-{\tfrac {2}{5}}={\tfrac {3}{5}}}
Sau đó, ta có thể tính toán xác suất hợp tác {\displaystyle Pc} (tại đó Người chơi Nam và Người chơi Nữ ra quyết định độc lập và đi đến cùng một địa điểm), bằng với:
{\displaystyle Pc=M_{F}W_{F}+M_{O}W_{O}={\tfrac {3}{5}}{\tfrac {2}{5}}+{\tfrac {2}{5}}{\tfrac {3}{5}}={\tfrac {12}{25}}}
Và xác suất bị ''khớp'' khi hợp tác {\displaystyle Pm} (tại đó Người chơi Nam và Người chơi Nữ ra quyết định độc lập và đi đến hai địa điểm khác nhau):
{\displaystyle Pm=M_{F}W_{O}+M_{O}W_{F}={\tfrac {3}{5}}{\tfrac {3}{5}}+{\tfrac {2}{5}}{\tfrac {2}{5}}={\tfrac {13}{25}}}
Để kiểm tra lại tính toán xác suất chúng ta đã làm, có:
{\displaystyle Pc+Pm={\tfrac {12}{25}}+{\tfrac {13}{25}}={\tfrac {25}{25}}=1}
Do đó, xác suất bị ''khớp'' khi hợp tác bằng {\displaystyle {\tfrac {13}{25}}} như đã nói ở trên.
Khoản thu hoạch dự tính E cho từng cá nhân người chơi ({\displaystyle Em} và {\displaystyle Ew}) là xác suất của từng trường hợp xảy ra, nhân với khoản thu hoạch nếu trường hợp đó xảy ra. Ví dụ, xác suất P (Probability) khi Người chơi Nam M (Man) đi xem Bóng đá F (Football) và Người chơi Nữ W (Woman) đi xem Bóng đá F (Football), nhân với khoản thu hoạch dự tính cho người chơi Nam Em (Expected payoff to the man) nếu điều đó xảy ra ({\displaystyle Emmfwf}):
{\displaystyle Em=M_{F}W_{F}Emmfwf+M_{F}W_{O}Emmfwo+M_{O}W_{O}Emmowo+M_{O}W_{F}Emmowf}
{\displaystyle Em={\tfrac {3}{5}}{\tfrac {2}{5}}3+{\tfrac {3}{5}}{\tfrac {3}{5}}1+{\tfrac {2}{5}}{\tfrac {3}{5}}2+{\tfrac {2}{5}}{\tfrac {2}{5}}0={\tfrac {39}{25}}}
Kết quả này khác với kết quả {\displaystyle {\tfrac {6}{5}}} như đã nói ở trên!
Để so sánh, ta có thể coi Người chơi Nam luôn luôn đi xem bóng đá, va Người chơi Nữ đã biết điều này, do đó sẽ đưa ra quyết định dựa trên xác suất đã được chỉnh sửa, và giá trị dự tính đối với mình
- {\displaystyle M_{F}=1}
- {\displaystyle M_{O}=0}
- {\displaystyle W_{F}={\tfrac {2}{3}}M_{F}={\tfrac {2}{3}}}
- {\displaystyle W_{O}=1-{\tfrac {2}{3}}={\tfrac {1}{3}}}
- {\displaystyle Em=M_{F}W_{F}Emmfwf+M_{F}W_{O}Emmfwo+M_{O}W_{O}Emmowo+M_{O}W_{F}Emmowf}

Tương tự với {\displaystyle Ew} nếu Người chơi Nữ luôn luôn đi nghe Opera và Người chơi Nam chọn ngẫu nhiên với xác suất dựa trên thu hoạch dự kiến, do bảng giá trị song song tương ứng giữa hai người chơi. Nhưng nếu cả hai người chơi luôn đi đến cùng một địa điểm (cả hai đều chỉ dùng chiến lược đơn giản), khoản thu hoạch cho cả hai người chơi đều chỉ là 1, tính theo bảng ở trên.

## "Đốt tiền"
Một mốc thay đổi chiến lược thú vị có thể xảy ra trong kiểu trò chơi này nếu một người chơi có quyền lựa chọn "Đốt tiền" - tức là cho phép người chơi đó tự phá bỏ một phần lợi ích của mình. Xét phiên bản Trận chiến giới tính được chụp lại tại đây (được gọi là bản Chưa bị đốt). Trước khi đưa ra quyết định, người chơi ở hàng ngang có thể, xét theo góc nhìn của người chơi hàng dọc, chọn đốt bỏ 2 điểm, biến trò chơi thành bản Bị đốt, nằm bên phải trên hình. Điều này tạo ra một trò chơi với 4 chiến lược cho mỗi người chơi. Người chơi hàng ngang có thể chọn đốt hoặc không đốt tiền, và đồng thời chọn đi Opera hoặc Bóng đá. Người chơi hàng dọc quan sát hành động đốt hay không đốt của người chơi hàng ngang, sau đó ra quyết định chọn đi Opera hay Bóng đá.
Nếu một người xóa bỏ các chiến lược bị áp  đảo (còn được gọi là khử lặp các chiến lược bị trội ngặt), kết quả sẽ thu được một đáp án duy nhất, tại đó người chơi hàng ngang không đốt tiền và chọn đi nghe Opera, và người chơi hàng dọc cũng chọn đi nghe Opera. Điểm không ổn ở đây là, chỉ cần có cơ hội đốt tiền, (nhưng lại không thực sự sử dụng cơ hội này trên thực tế), người chơi hàng ngang lại có thể bảo đảm thế cân bằng có lợi cho mình. Nguyên nhân dẫn đến kết luận này được biết đến với tên gọi "suy luận xuôi" và bản thân nó gây khá nhiều tranh cãi. Tóm tắt ngắn gọn, bằng cách chọn không đốt tiền, người chơi thể hiện rằng mình dự tính sẽ nhận được một khoản thu hoạch lớn hơn tất cả các khoản thu hoạch có thể nhận được trong bản Đốt tiền, và điều này cung cấp thông tin cho đối phương về việc người chơi đang chọn nhánh nào.

## Trò chơi Trận chiến Giới tính với thông tin mập mờ
| Người chơi 1 / Người chơi 2 | Trái     | Giữa     | Phải  |
| --------------------------- | -------- | -------- | ----- |
| Trên                        | 0, 0     | 300, 100 | 50, x |
| Dưới                        | 100, 300 | 0, 0     | 55, x |

Quyết định trong trò chơi được coi là mập mờ nếu không có xác suất khách quan nào được đưa ra, và rất khó hoặc không thể gán xác suất chủ quan cho các sự kiện. Kelsey and le Roux (2015) báo cáo một thí nghiệm kiểm tra mức ảnh hưởng của thông tin mập mờ đối với hành động trong trò chơi Trận chiến Giới tính, có bổ sung một chiến lược an toàn, R, cho người chơi thứ hai (Chi tiết xem bảng trên). Bài viết nghiên cứu hành vi của đối tượng khi có thông tin mập mờ và nhắm tới xác định liệu đối tượng tham gia Trận chiến Giới tính có xu hướng chọn lựa chọn an toàn tránh thông tin mập mờ hay không.
Giá trị của x, là lựa chọn an toàn dành cho Người chơi thứ 2, thay đổi trong khoảng từ 60 - 260. Đối với một số giá trị của x, chiến lược an toàn (lựa chọn R) bị áp đảo bởi chiến lược hỗn hợp của L và M, do đó sẽ không được người chơi lựa chọn trong thế cân bằng Nash. Đối với một số giá trị x cao hơn, có thể giải trò chơi bằng các khái niệm áp đảo. Ảnh hưởng của việc người chơi tránh né thông tin mập mờ sẽ khiến lựa chọn R (lựa chọn an toàn không mập mờ) hấp dẫn hơn trong mắt người chơi thứ hai. R không được chọn trong thế cân bằng Nash đối với những giá trị được chúng ta xét đến. Tuy nhiên, R vẫn có thể được chọn nếu thông tin mập mờ. Thêm vào đó, đối với một số giá trị của x, trò chơi có thể được giải bằng các khải niệm áp đảo, và R không nằm trong chiến lược cân bằng.
Kết quả được tìm ra là, các đối tượng chọn R khá thường xuyên. Trong khi người chơi hàng ngang chọn ngẫu nhiên 50:50 giữa các chiến lược đã cho, người chơi hàng dọc thể hiện rõ ưu tiên tránh thông tin mập mờ, và lựa chọn chiến lược an toàn không mập mờ. Do đó, kết quả nghiên cứu cung cấp bằng chứng chứng minh thông tin mập mờ ảnh hưởng đến hành vi trong trò chơi.